# Норин, Артём Николаевич
Артём Никола́евич Но́рин (8 декабря 1983) — российский лыжник, выступал в составе российской национальной сборной в 2000-х годах. Чемпион России по летним лыжным гонкам, обладатель Кубка России, многократный чемпион Уральского федерального округа, победитель и призёр многих гонок международного и всероссийского значения, мастер спорта России международного класса по лыжным гонкам. На соревнованиях представляет Тюменскую область и Ямало-Ненецкий автономный округ, член всероссийского физкультурно-спортивного общества «Динамо».

## Биография
Артём Норин родился 8 декабря 1983 года. Начал заниматься лыжными гонками в восьмом классе, в городе Салехард Ямало-Ненецкого автономноного округа, у заслуженного тренера России Булыгина Алексеея Владимировича. В конце сезона 2001 года попал в состав молодёжной сборной России по лыжным гонкам. После окончания средней школы в 2001 году, поступил в Тюменский юридический институт МВД России (г. Тюмень) и был зачисллен в основной состав сборной Тюменской области по лыжным гонкам, в группу заслуженного тренера России Валерия Степановича Захарова, тренера тюменской Школы высшего спортивного мастерства, впоследствии Центра спортивной подготовки Тюменской области. Обучаясь в Тюмени продолжал выступать параллельным зачётом за Ямало-Ненецкий автономный округ. После окончания учёбы вернулся в Салехард. Член всероссийского физкультурно-спортивного общества «Динамо».
В период 1998—2004 годов Норин неоднократно побеждал на окружных и областных соревнованиях, становился обладателем золотых медалей первенств ЯНАО, выигрывал всероссийские соревнования и Кубок России, являлся чемпионом мира среди юниоров и обладателем золотой медали международных соревнований в Швеции. В 2007 году одержал победу на летнем чемпионате России по лыжным гонкам в кроссе на лыжероллерах на дистанции 8 км.
На чемпионате России 2012 года в Тюмени Артём Норин в составе сборной команды Тюменской области, куда вошли также лыжники Иван Алыпов, Евгений Белов и Николай Морилов, завоевал бронзовую медаль в программе мужской эстафеты 4 × 10 км, уступив только командам Удмуртии и ХМАО — Югры. Также в этом сезоне был лучшим в индивидуальной лыжной гонке на 30 км на чемпионате Уральского федерального округа.
В 2013 году выиграл золотую и серебряную медали на прошедшем в Тюмени чемпионате Уральского федерального округа — в зачёте эстафеты и личной гонке на 15 км классическим стилем соответственно. В 2015 году впервые одержал победу в Тюменском лыжном марафоне. За выдающиеся спортивные достижения удостоен почётного звания «Мастер спорта России международного класса» по лыжным гонкам.